# Tiếng Kyrgyz
Tiếng Kyrgyz hay tiếng Kirghiz (кыргызча, قىرعىزچه, kyrgyzcha, phát âm [qɯɾʁɯztʃɑ] hay кыргыз тили, قىرعىز تيلى, kyrgyz tili, phát âm [qɯɾʁɯz tili]) là một ngôn ngữ Turk được nói bởi khoảng 4 triệu người tại Kyrgyzstan cũng như tại Trung Quốc, Afghanistan, Kazakhstan, Tajikistan, Thổ Nhĩ Kỳ, Uzbekistan, Pakistan và Nga. Tiếng Kyrgyz là thành viên trong nhánh Kyrgyz–Kipchak của nhóm ngôn ngữ Kypchak, và có quan hệ gần với tiếng Kazakh.
Tiếng Kyrgyz ban đầu được viết bằng chữ Turk cổ, sau đó bằng chữ Ba Tư-Ả Rập. Từ năm 1928 đến 1940, bảng chữ cái Latinh được sử dụng. Sau đó, do chính sách chung của Liên bang Xô Viết, bảng chữ cái Kirin trở nên phổ biến và còn được dùng tới nay.